# Pacyfikacja wsi Słochy Annopolskie
Pacyfikacja wsi Słochy Annopolskie – zbrodnia wojenna popełniona przez niemiecki Wehrmacht 26 czerwca 1941 roku, kilka dni po rozpoczęciu wojny niemiecko-sowieckiej. W odwecie za straty poniesione w walkach z Armią Czerwoną Niemcy spalili Słochy Annopolskie i zamordowali co najmniej 58 Polaków i Białorusinów. Wśród ofiar były kobiety i dzieci.

## Geneza
Słochy Annopolskie leżą nad Bugiem, w odległości około sześciu kilometrów od Siemiatycz. W 1941 roku liczyły 120 gospodarstw i około 500 mieszkańców. W latach 1939–1941 wieś znajdowała się po wschodniej stronie biegnącej wzdłuż Bugu granicy niemiecko-sowieckiej. W jej pobliżu Sowieci wznieśli nadgraniczne umocnienia.
22 czerwca 1941 roku Niemcy dokonały inwazji na Związek Radziecki. Sowieccy żołnierze przez kilka dni zaciekle bronili się w pobliskich bunkrach 62. Brzeskiego Rejonu Umocnionego. Ostrzeliwali też biegnącą przez Słochy szosę. W jednej z potyczek zginął niemiecki oficer, a jego kierowca został ranny . W odwecie za poniesione straty niemieccy żołnierze zemścili się na ludności cywilnej.

## Przebieg masakry
26 czerwca pododdział Wehrmachtu otoczył wieś. Niemcy podpalili zabudowania i otworzyli ogień do uciekających mieszkańców. Osoby starsze zakłuwano bagnetami.
Część mieszkańców zatrzymano. Żołnierze wyprowadzili ich za wieś, na miejsce śmierci niemieckiego oficera. Tam zarzucili ludności, iż współpracuje z Sowietami, po czym oddzielili mężczyzn od kobiet z dziećmi. Następnie z pierwszej grupy wybrano od dwunastu do szesnastu mężczyzn w wieku poborowym, których rozstrzelano. Zwłoki zakopano w miejscu egzekucji. Później większość z nich została ekshumowana i pogrzebana na cmentarzu w Siemiatyczach.
Pozostałych mieszkańców zgromadzono w niespalonym domu Szymona Gumieniaka. Po pewnym czasie wszystkich wyprowadzono na zewnątrz, lecz w budynku pozostał Piotr Romańczuk, który zasnął. Niemcy zorientowawszy się w sytuacji, wywlekli go na zewnątrz i zastrzelili. Prawdopodobnie zamierzali rozstrzelać wszystkich zatrzymanych mieszkańców Słoch, lecz egzekucję odwołał w ostatniej chwili jeden z oficerów. Część ocalałych wywieziono na roboty przymusowe do Niemiec.
Źródła podają sprzeczne informacje na temat liczby ofiar pacyfikacji. Autorzy opracowania Wieś białostocka oskarża… podają, że zamordowano 47 osób. Według Józefa Fajkowskiego w gronie ofiar znalazło się 47 mieszkańców Słoch Annopolskich i 12 mieszkańców sąsiedniej Wólki Nadbużnej. Inskrypcja na pomniku w Słochach informuje o 58 ofiarach. Z kolei opracowanie Zbrodnie hitlerowskie na wsi polskiej 1939–1945 informuje, że w czasie pacyfikacji zamordowano 64 osoby, z czego 47 zidentyfikowano z nazwiska. Wśród zamordowanych znajdowali się Polacy i Białorusini. W gronie zidentyfikowanych ofiar było jedenaście kobiet i dwoje dzieci. Niemcy spalili 70 domów i 169 budynków gospodarczych, a według innego źródła – 78 budynków mieszkalnych i 234 budynki gospodarcze.
Zbrodni dokonali żołnierze niemieckiego IX Korpusu Armijnego.
Po wojnie wieś odbudowano. W 1961 roku wzniesiono w Słochach pomnik ku czci ofiar pacyfikacji .